# (116446) McDermid
(116446) McDermid est un astéroïde de la ceinture principale.

## Description
(116446) McDermid est un astéroïde de la ceinture principale. Il fut découvert le 5 janvier 2004 à Wrightwood par James Whitney Young. Il présente une orbite caractérisée par un demi-grand axe de 2,77 UA, une excentricité de 0,01 et une inclinaison de 1,8° par rapport à l'écliptique.

## Compléments